# أريانة جيدو
أريانة جيدو (بالإنجليزية: Ariana Guido)‏ مواليد 9 أغسطس 1999م، هي ممثلة أمريكية بدأت مسيرتها الفنية عام 2009م.

## وصلات خارجية
- أريانة جيدو على موقع IMDb (الإنجليزية)
- أريانة جيدو على موقع قاعدة بيانات الفيلم (الإنجليزية)